# Strackgasse 4 (Bad Camberg)

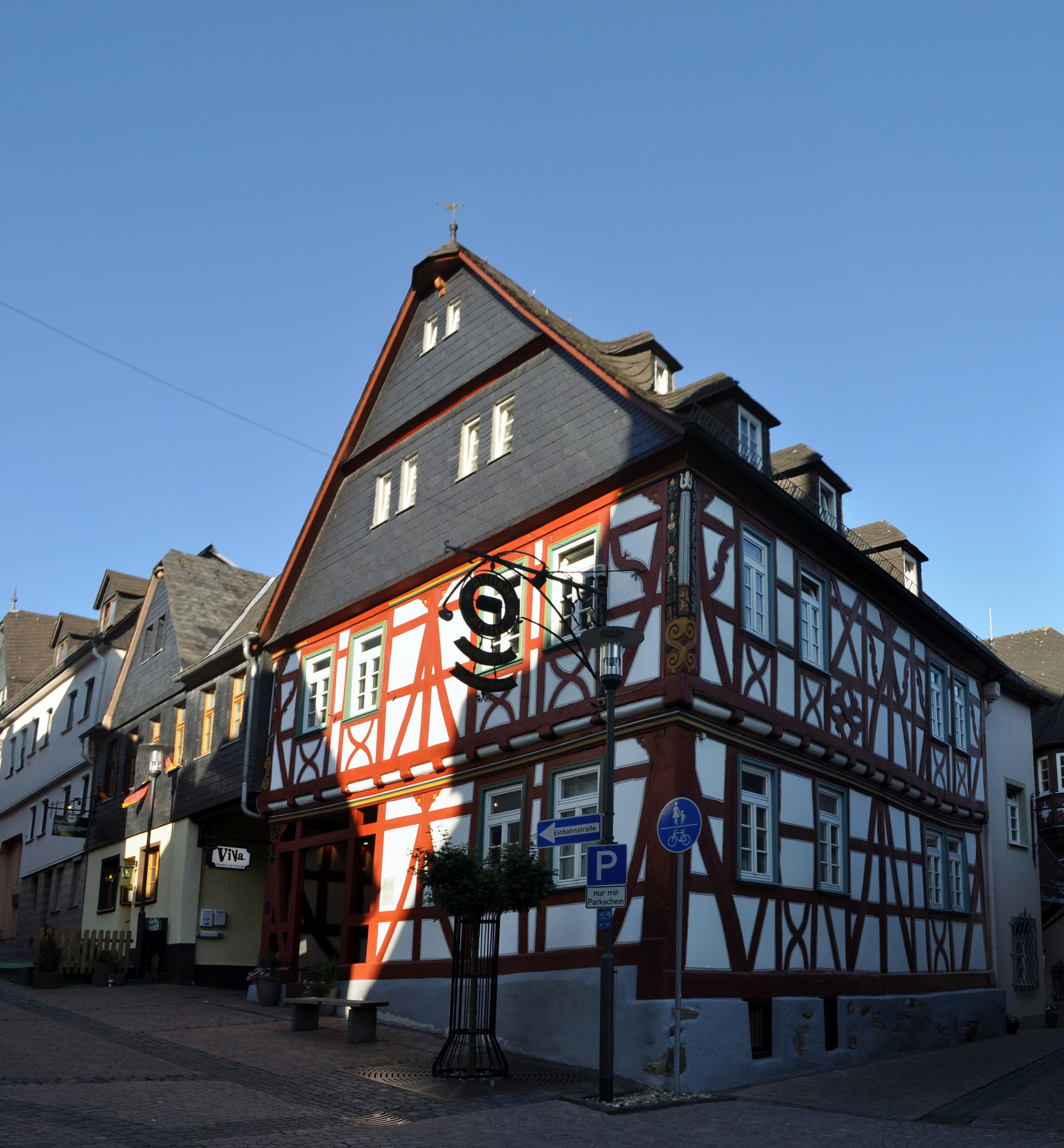
Gebäude Strackgasse 4 in Bad Camberg

Das Gebäude Strackgasse 4 in Bad Camberg, einer Stadt im Süden des mittelhessischen Landkreises Limburg-Weilburg, wurde um 1700 errichtet. Das Wohnhaus in Ecklage ist ein geschütztes Kulturdenkmal.
Das zweigeschossige Fachwerkhaus, das giebelständig die Strackgasse einleitet, hat ein dichtes Fachwerkgefüge mit zahlreichen Feuerböcken und genasten Schweifstreben. Die detailreichen Figuren sind von großer handwerklichen Qualität: Hervorzuheben ist der Eckständer mit einem flachen Schnittdekor. 
Das Gebäude wurde vor einigen Jahren umfassend renoviert.